# Ante Pavić
Ante Pavić (Ogulin, 7 maart 1989) is een Kroatisch tennisspeler. Hij heeft nog geen ATP-toernooi gewonnen. Wel deed hij al mee aan grandslamtoernooien. Hij heeft één challenger in het dubbelspel op zijn naam staan.

## Palmares

### Mannendubbelspel
| Nr.                              | Datum          | Toernooi | Ondergrond | Partner     | Tegenstanders in finale        | Score             |
| -------------------------------- | -------------- | -------- | ---------- | ----------- | ------------------------------ | ----------------- |
| Gewonnen challengers herendubbel |                |          |            |             |                                |                   |
| 1.                               | 6 oktober 2014 | Tasjkent | Hardcourt  | Lukáš Lacko | Frank Moser Alexander Satschko | 6-3, 3-6, [13-11] |

## Resultaten grote toernooien
| Legenda | Legenda                          |
| ------- | -------------------------------- |
| g.t.    | geen toernooi gehouden           |
| l.c.    | lagere categorie                 |
| –       | niet deelgenomen                 |
| G       | uitgeschakeld in de groepsfase   |
| 1R      | uitgeschakeld in de eerste ronde |
| 2R      | uitgeschakeld in de tweede ronde |
| 3R      | uitgeschakeld in de derde ronde  |
| 4R      | uitgeschakeld in de vierde ronde |
| KF      | uitgeschakeld in de kwartfinale  |
| HF      | uitgeschakeld in de halve finale |
| F       | de finale verloren               |
| W       | het toernooi gewonnen            |
| w-v     | winst/verlies-balans             |

### Enkelspel
| Grandslamtoernooien   |      |        |
| Australian Open       | –    | 0-0    |
| Roland Garros         | 1R   | 0-1    |
| Wimbledon             | 2R   | 1-1    |
| US Open               | –    | 0-0    |
| Winst-verlies         | 1-2  | 1-2    |
| ATP World Tour Finals |      |        |
| ATP World Tour Finals | –    | 0-0    |
| Olympische Spelen     |      |        |
| Olympische Spelen     | g.t. | 0-0    |
| Statistieken          |      |        |
| Totaal aantal titels  | 0    | 0      |
| Totaal winst-verlies  | 2-6  | 2-7    |
| Eindejaarsranking     | 157  | n.v.t. |